# 君が踊る、夏
『君が踊る、夏』（きみがおどる、なつ）は、2010年9月11日公開の日本映画。朝日放送創立60周年記念作品。また、ミヤによってコミカライズもされている。

## 概要
高知市のよさこい祭りを舞台に、腎悪性横紋筋肉腫様腫瘍という小児がんと戦いながらもよさこいを踊る実在の少女の話を元にした、難病の少女と奔走する青年たちのヒューマンドラマ。監督は香月秀之。主演は映画初主演となる溝端淳平。高知市内での撮影では道路封鎖し3日間かけて行われた。
キャッチコピーは「この瞬間を、この想いを、ただ、一生懸命（いちむじん。地元方言）に!」。
2010年9月5日には関西ローカルで、モデルとなった実話の少女についてのドキュメンタリー番組、ABCこども未来プロジェクト『踊らないかんちや!〜小児がんとの闘い2500日〜』が放送。
全国201スクリーンで公開され、2010年9月11,12日初日2日間で興収4,113万6,900円、動員は3万2,142人になり映画観客動員ランキング（興行通信社調べ）で初登場第8位となった。また、ぴあ初日満足度ランキング（ぴあ映画生活調べ）では第2位と幅広い年齢層で高評価されている。
本編のDVDは2011年3月21日に発売。また、2010年10月に本作のサウンドトラック盤が発売予定とされていたが、いかなる理由か発売中止となった。

## ストーリー
かつて、よさこいチーム『いちむじん』で活躍し東京でカメラマンを目指していた新平は、母の入院で5年ぶりに帰郷し高校時代の恋人香織の妹・さくらと出会う。難病に冒されているさくらは、生きる支えによさこいを踊りたいと願っていた。さくらの願いを叶えるため香織から事実を打ち明けられた新平は、昔のメンバーとともに『いちむじん』を再結成し練習に励む。しかし、祭りまであとわずかとなったとき、新平がカメラマンの賞に選ばれた話がくるが、授賞式は祭り当日。授賞式への欠席は棄権と見なされる。新平はさくらとの約束をとるか自分の夢をとるか迫られる。

## キャスト
- 寺本新平（主人公、カメラマンのアシスタント、『いちむじん』メンバー） - 溝端淳平[2]
- 野上香織（さくらの姉、『いちむじん』メンバー、新平の恋人） - 木南晴夏[2]
- 大滝司（新平の親友、『いちむじん』メンバー） - 五十嵐隼士[3]
- 野上さくら（香織の妹、小児がんに冒されている） - 小林星蘭（幼少時代）/大森絢音[2]
- 石黒智也（新平の先輩アシスタント） - DAIGO[3]
- 高木四郎（プロのカメラマン） - 藤原竜也
- 野上健一郎（香織とさくらの父） - 本田博太郎
- 寺本敏江（新平の母） - 宮崎美子
- 寺本新太郎（新平の父） - 隆大介
- 村木保則（さくらの主治医） - 髙嶋政宏
- 大滝園子（司の母、旅館の女将、『いちむじん』の代表） - 高島礼子

## スタッフ
- 監督 - 香月秀之
- エグゼクティブプロデューサー - 岡村道範、山本晋也
- 企画 - 有川俊
- プロデューサー - 川田亮、郷田美雄
- ライン・プロデューサー - 林周治
- 脚本 - 香月秀之、松尾朝子
- 音楽 - MOKU
- 主題歌 - 東方神起「With All My Heart 〜君が踊る、夏〜」（rhythm zone）[4]
- イメージソング - 東京女子流「きっと 忘れない、、、」（avex trax）
- 撮影 - 小林元
- 美術 - 福澤勝広
- 装飾 - 大庭信正
- 照明 - 堀直之
- 録音 - 高野泰雄
- 編集 - 大畑英亮
- 助監督 - 出射均
- 製作担当 - 小沢禎二
- スクリプター・記録 - 久保田民子
- キャスティングプロデューサー - 福岡康裕
- Bカメラ - 小宮由紀夫
- 擬斗 - 二家本辰己
- 編集助手 - 柳澤和子
- 音響効果 - 伊藤進一
- 選曲 - 浅梨なおこ
- 音楽プロデューサー - 津島玄一
- VFXスーパーバイザー - 國米修市
- デジタル合成 - 國米美子、荒井豊
- 配給統括 - 村松秀信
- 宣伝統括 - 遠藤茂行
- 製作プロダクション - 東映東京撮影所
- 製作統括 - 生田篤
- ゼネラルプロデューサー - 北畠宏康、木下直哉
- チーフプロデューサー - 依田正和
- 製作委員 - 平城隆司、町田智子、中井靖治、吉田鏡、荻谷忠男、高田達朗、伊藤裕造、濱幾太郎、柘一郎、北村一明、加藤宏一郎
- 製作 - 『君が踊る、夏』製作委員会（東映、木下工務店、東映ビデオ、朝日放送、テレビ朝日、電通、ホリプロ、朝日新聞社、ViViA、名古屋テレビ、北海道テレビ、九州朝日放送、東日本放送、広島ホームテレビ、新潟テレビ21、静岡朝日テレビ、愛媛朝日テレビ、瀬戸内海放送
- 特別協力 - 高知県、高知市
- 協力 - 高知県観光コンベンション協会、高知市観光協会、よさこい祭振興会、がんの子どもを守る会
- 企画協力 - ほにや
- 配給 - 東映

## 漫画
- 原作:「君が踊る、夏」製作委員会、漫画:ミヤ 『君が踊る、夏』 集英社 〈マーガレットコミックス〉、全1巻
  - 2010年9月24日発売[5]、ISBN 978-4-08-846576-0
    - 君が踊る、夏（『ザ マーガレット』2010年10月号）
    - 耳に残るは（『ザ マーガレット』2007年6月号）
    - 目には映れど（『ザ マーガレット』2007年11月号）
    - 雨待ちヤドクガール（『デラックスマーガレット』2006年7月号）